# Santiago Juxtlahuaca (kommun)
Santiago Juxtlahuaca är en kommun i Mexiko.   Den ligger i delstaten Oaxaca, i den sydöstra delen av landet, 270 km söder om huvudstaden Mexico City.
Följande samhällen finns i Santiago Juxtlahuaca:
- Santiago Juxtlahuaca
- Santa Rosa Caxtlahuaca
- Santos Reyes Zochiquilazola
- Santiago Naranjos
- El Rastrojo
- San Juan Copala
- Lázaro Cárdenas Yucunicoco
- La Luz Rahelle
- Paso de Águila Copala
- Unión de Cárdenas
- Lázaro Cárdenas
- Lázaro Cárdenas Copala
- Cerro del Pájaro
- Cerro Cabeza
- Santa Cruz Tilapa
- Coyuchi
- Benito Juárez Yucunicoco
- Agua Fría Copala
- Tacuyá
- Diamante Copala
- Unión de los Ángeles
- La Reforma Juquila
- Zaragoza Yucunicoco
- Río Humo
- Río Lagarto
- La Laguna de Guadalupe Yucunicoco
- Joya del Mamey Copala
- Llano de Aguacate
- Unidad Habitacional Noventa y Cinco
- Río Santiago
- La Ladera
- Barrio Vista Hermosa
- Tinuma de Zaragoza
- La Cumbre Yerba Santa
- Cuauhtémoc Yucunicoco
- Nicán
- Llano de Piedra
- San Miguel de Cárdenas
- Cieneguilla